# Milešov
Milešov är en ort i Tjeckien.   Den ligger i regionen Mellersta Böhmen, i den centrala delen av landet, 60 km söder om huvudstaden Prag. Milešov ligger 399 meter över havet och antalet invånare är 318.
Terrängen runt Milešov är platt åt sydost, men åt nordväst är den kuperad. Runt Milešov är det ganska glesbefolkat, med 28 invånare per kvadratkilometer. Närmaste större samhälle är Příbram, 18,8 km nordväst om Milešov. Omgivningarna runt Milešov är en mosaik av jordbruksmark och naturlig växtlighet.